# Emmanuel Ake
Emmanuel Ake (Mombasa, 11 de junho de 1980) é um ex-futebolista profissional queniano que atuava como atacante.

## Carreira
Revelado no Coast Stars, logo conseguiu transferência para o FC Copenhague e atuou toda carreira na liga dinamarquesa.

## Seleção
Emmanuel Ake representou o elenco da Seleção Queniana de Futebol no Campeonato Africano das Nações de 2004.